# Sava II.
| Portal:Kršćanstvo | Portal: Kršćanstvo |

Srpski princ i svetac (srpski svetitelj) Sava II. (srpski Сава II) (o. 1198. – 1271.) bio je treći arhiepiskop Srpske pravoslavne crkve. Bio je na toj poziciji 1263. – 1271.
Rođen je kao princ Predislav (Предислав) te je bio sin knez-kralja Srbije Stefana Nemanjića (Stefan Prvovenčani). Bio je unuk kneza Stefana Nemanje.
Sava, koji je uzeo ime po svom stricu, svetom Savi, bio je brat vojvotkinje Komnene te ujak njezine kćeri.
Savina je majka najvjerojatnije bila bizantska princeza, Grkinja Eudokija Anđelina.
Sava II. je slavljen u Srbiji kao svetac i danas. 